# Kyrillos VI av Alexandria

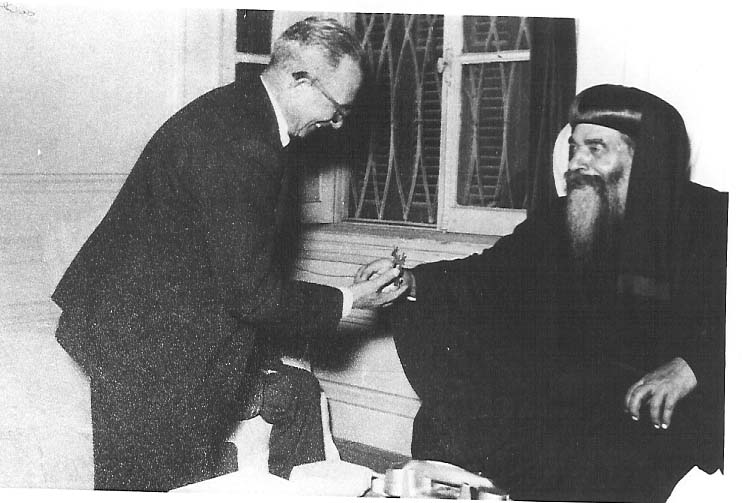
Cyrillus VI Papa

Kyrillos VI av Alexandria, född 8 augusti 1902 i Damanhur, Egypten, död 9 mars 1971, var koptisk-ortodox påve och patriark av Alexandria från 1959 till 1971.